# Kent Johanssen
Kent Johanssen (* 30. Juni 1970) ist ein ehemaliger norwegischer Skispringer.

## Werdegang
Seinen ersten Erfolg landete Johanssen mit der Silbermedaille im Teamspringen bei der Junioren-Weltmeisterschaft 1988 in Saalfelden. Er startete am 5. März 1989 erstmals im Skisprung-Weltcup. Beim Springen auf dem Holmenkollbakken in Oslo sprang er dabei mit dem 3. Platz erstmals aufs Podium. Nachdem er kurz darauf bei der Junioren-Weltmeisterschaft 1989 in Vang die Goldmedaille von der Großschanze gewinnen konnte und mit der Mannschaft die Bronzemedaille erreichte, gewann er zudem in Steinkjer die Bronzemedaille bei der Norwegischen Meisterschaft auf der Großschanze. Auch im letzten Springen der Saison in Planica stand er erneut auf dem Siegerpodest und erreichte mit Platz zwei seine höchste Platzierung der Karriere. Am Ende belegte er in der Weltcup-Gesamtwertung den 21. Platz. Die folgende Saison 1989/90 begann mit schlechten Ergebnissen in Thunder Bay und Lake Placid. Auch bei der Vierschanzentournee 1989/90 blieb er mit Platz 33 in der Tournee-Gesamtwertung hinter den Erwartungen zurück. Erst in Örnsköldsvik im März 1990 sprang er mit Platz acht wieder unter die besten zehn. Kurze Zeit später gewann er bei der Norwegischen Meisterschaft in Gjøvik die Silbermedaille von der Großschanze. Die Weltcup-Saison 1990/91 begann wie auch die Vorsaison mit schlechten Ergebnissen. Trotz dessen wurde er für die Nordischen Skiweltmeisterschaften 1991 nominiert und gewann im Val di Fiemme überraschend die Silbermedaille von der Normalschanze. Kurz darauf gewann er auch in Rognan bei den Norwegischen Meisterschaften die Silbermedaille auf Groß- und Normalschanze.
Da er im Weltcup anschließend keine Erfolge mehr erzielen konnte, startete Johanssen zwischen 1993 und 1996 parallel im zweitklassigen Continental Cup. 1994 gewann er in Vegårshei noch einmal die Silbermedaille bei der Norwegischen Meisterschaft. Zur Saison 1996/97 sprang er noch einmal ausschließlich im Weltcup, beendete aber nach einer weiteren erfolglosen Saison seine aktive Skisprungkarriere.

## Erfolge

### Weltcup-Platzierungen
| Saison  | Platz | Punkte |
| ------- | ----- | ------ |
| 1988/89 | 21.   | 041    |
| 1989/90 | 43.   | 008    |
| 1994/95 | 55.   | 032    |
| 1995/96 | 38.   | 122    |
| 1996/97 | 37.   | 115    |

### Vierschanzentournee-Platzierungen
| Saison  | Platz | Punkte |
| ------- | ----- | ------ |
| 1989/90 | 33.   | 716    |
| 1996/97 | 67.   | 085    |